# Station Grou-Jirnsum
Station Grou-Jirnsum is het spoorwegstation van Grouw en Irnsum in Friesland aan het traject Meppel - Leeuwarden van de spoorlijn Arnhem - Leeuwarden. Het werd op 1 september 1868 geopend. Op 30 mei 1999 werd de oorspronkelijke stationsnaam Grouw-Irnsum aangepast aan de sinds 1989 officiële Friese plaatsnamen Grou en Jirnsum. De afkorting is nog Gw, hoewel er geen w meer voorkomt in de naam.
Het eerste stationsgebouw was ontworpen door de architect K.H. van Brederode. Het was van het type Staatsspoorwegen 5e klasse, maar met zijvleugels die groter waren dan gebruikelijk. In 1879 werd het grondig verbouwd. Het kreeg een hoog middendeel, met de kap haaks op het spoor en twee lage vleugels met zadeldak parallel aan het spoor. Dit gebouw werd in 1976 vervangen door een sober stationsgebouw van Cees Douma. Sinds de sluiting van het NS-loket is het in gebruik bij opeenvolgende horecabedrijven.

## Afbeeldingen

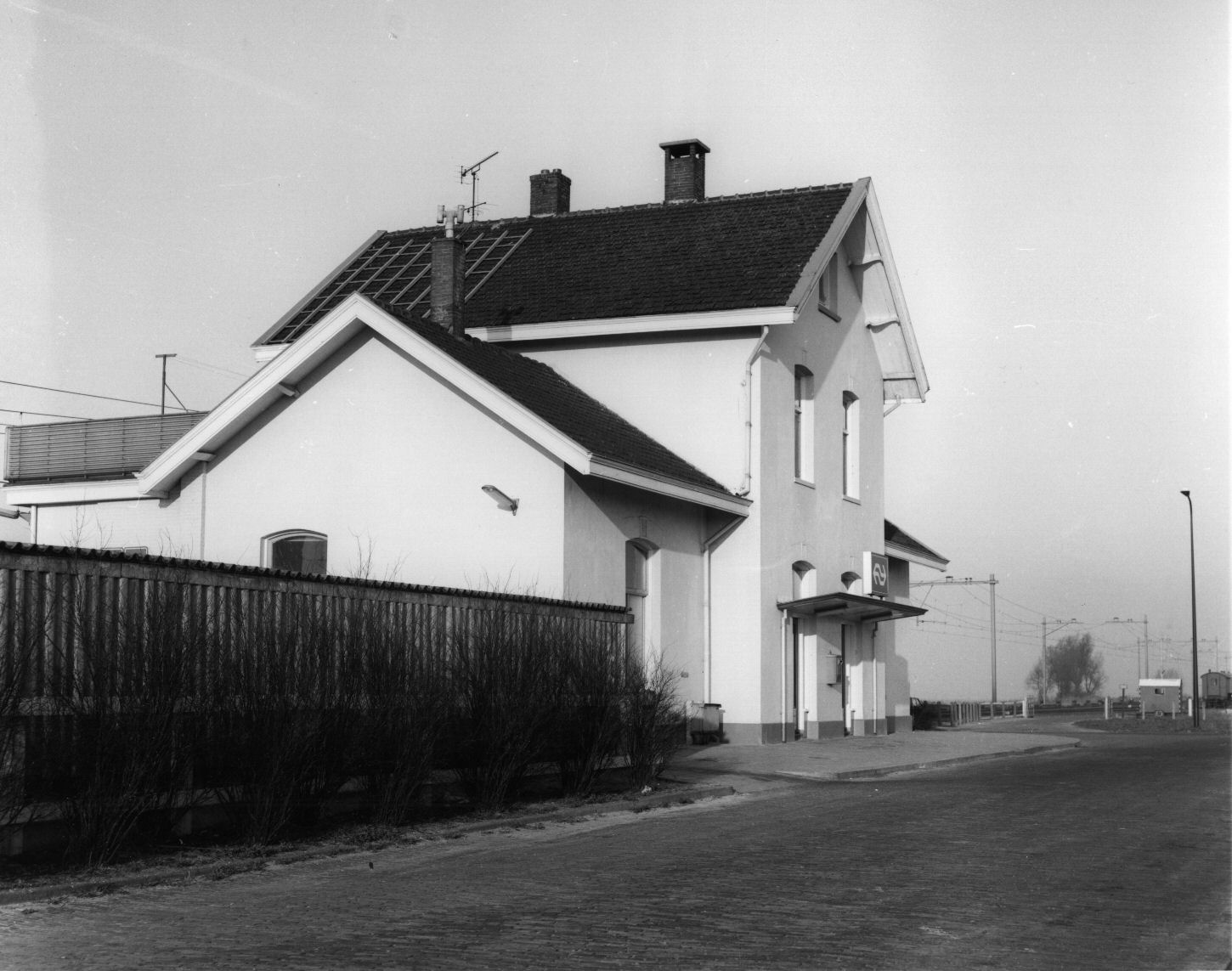
Het oude stationsgebouw (1971)
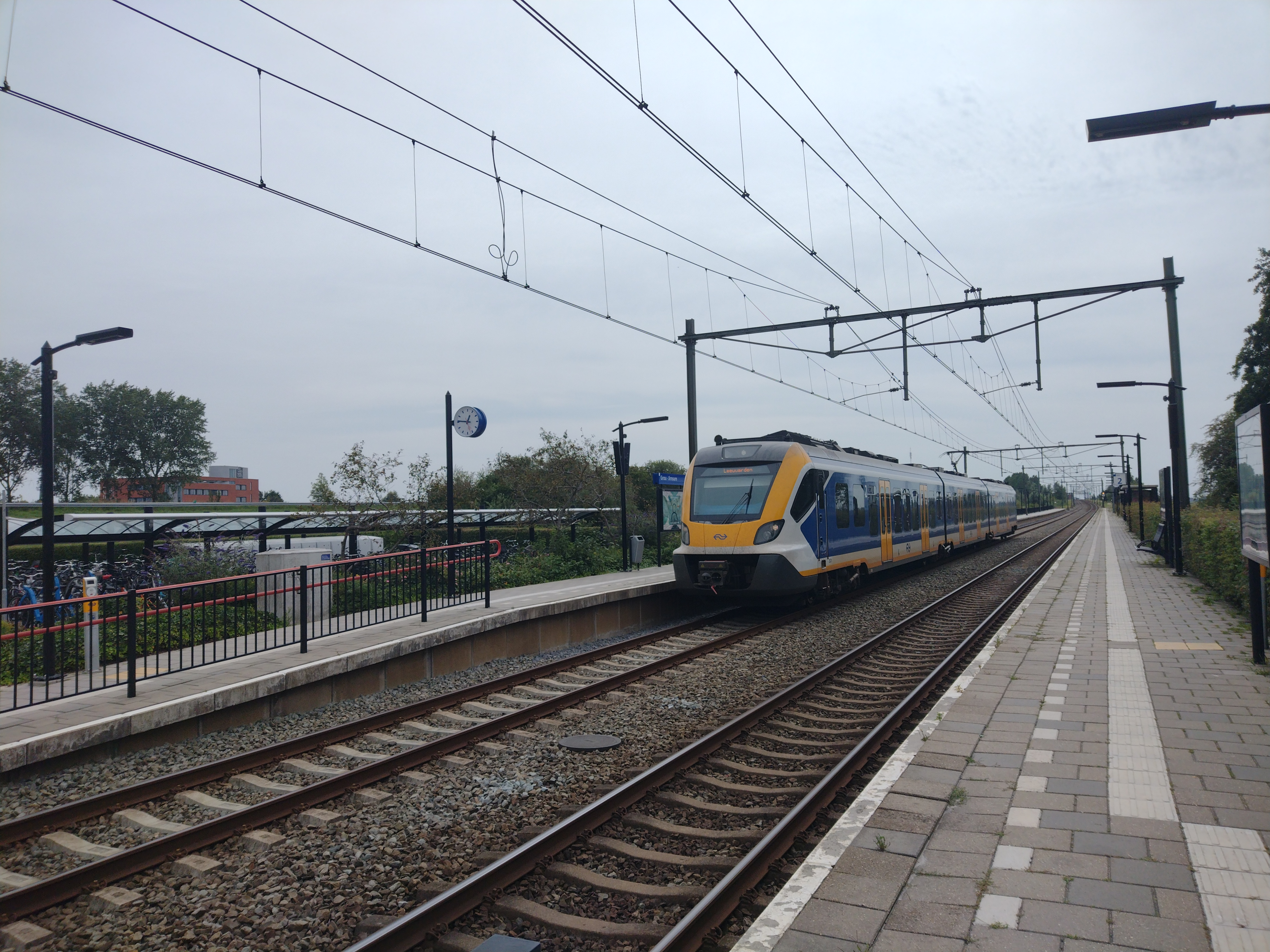
SNG op het station
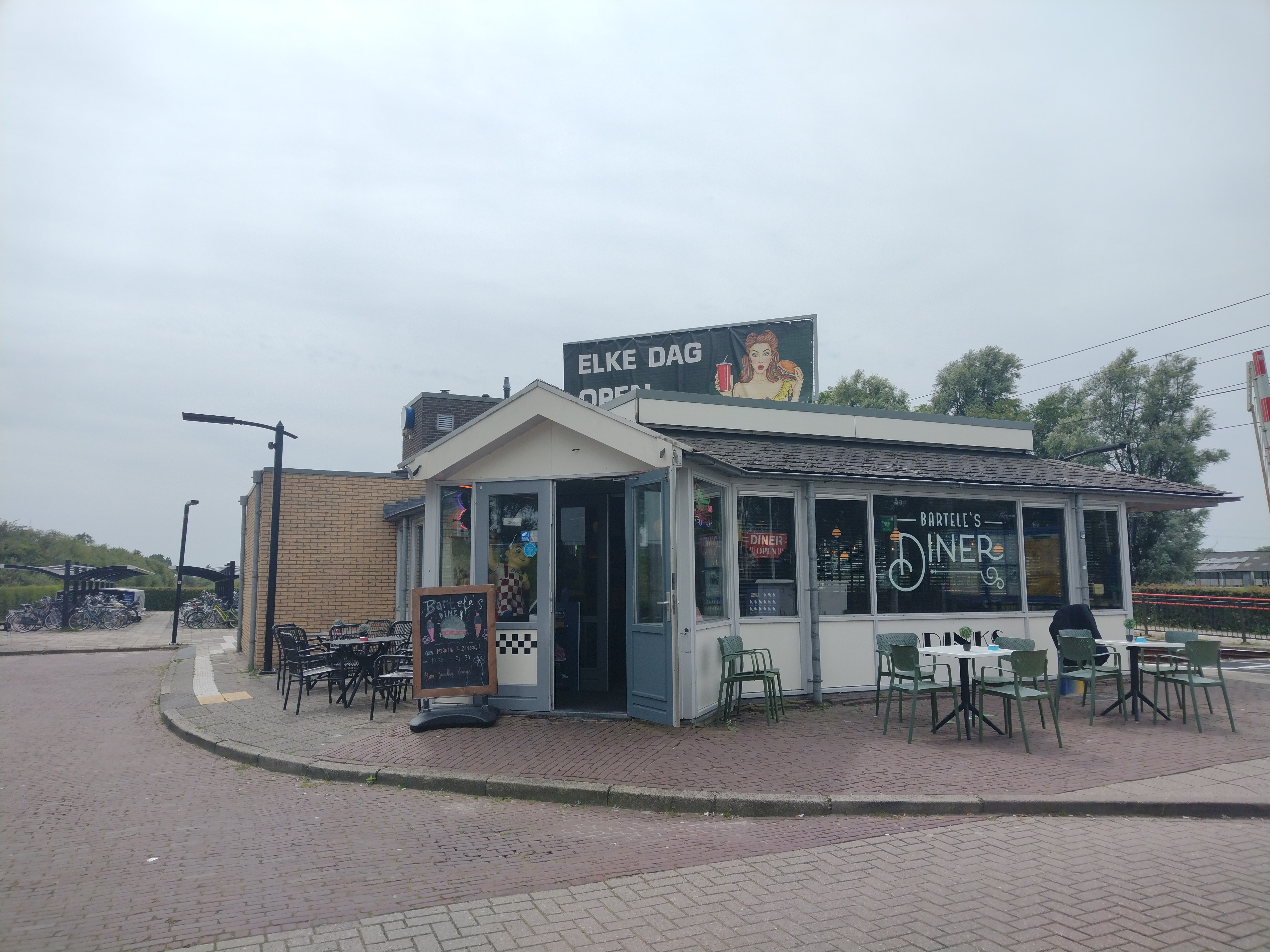
Stationsgebouw met horeca in 2024

## Verbindingen
In de dienstregeling 2025 stopt op dit station de volgende treinserie:
| Serie | Treinsoort    | Route                                                          | Bijzonderheden |
| ----- | ------------- | -------------------------------------------------------------- | --- |
| 9000  | Sprinter (NS) | Leeuwarden – Grou-Jirnsum – Meppel – Zwolle – Lelystad Centrum | Rijdt na 20:00 uur en in het weekend 1x/uur tussen Leeuwarden en Zwolle. Rijdt na 21:00 uur 1x/uur op het hele traject. |

## Overig OV
Bij het station ligt een bushalte voor de volgende streekbus:
- Lijn 28: Heerenveen - Grou

Ook stoppen er op dit station enkele opstappers.

## Ontwikkeling aantal reizigers
Het aantal door NS vervoerde reizigers (per gemiddelde werkdag) ontwikkelde zich sedert 2019 als volgt:
| Jaar | Aantal reizigers |
| ---- | ---------------- |
| 2019 | 842              |
| 2020 | 452              |
| 2021 | 513              |
| 2022 | 652              |
| 2023 | 764              |
| 2024 | 727              |

0,0: Arnhem Centraal ·
0,5: Arnhem Velperpoort ·
1,2: Arnhem Presikhaaf ·
1,3: Plattenburg ·
3,2: Café Unie ·
3,9: Hotel Naeff ·
4,2: Velp ·
7,0: Wordt-Rheden ·
8,0: Rheden ·
9,4: De Steeg ·
10,0: Hotel Den Engel ·
10,4: Diepesteeg ·
10,9: Holleweg ·
12,6: Ellecom ·
13,0: Villa Hofstetten ·
14,3: Dieren ·
16,2: Spankeren ·
18,4: Leuvenheim ·
20,3: Brummen ·
21,4: Weg naar Voorst ·
23,1: Het Vosje ·
24,4: Voorstonden ·
26,6: Hoven ·
27,5: Zutphen ·
28,0: Nieuwstad ·
30,2: Hungerink-Mettray ·
31,3: Eefde ·
35,3: Gorssel ·
36,2: Epse ·
40,0: Colmschate ·
40,9: Snippeling ·
43,5: Deventer ·
44,1: Boksbergerweg ·
45,6: De Platvoet ·
47,6: Rande ·
48,3: Diepenveen West ·
50,6: Puinweg ·
51,4: Hoenlo ·
53,1: Olst ·
55,5: Beltenweg ·
56,2: Duurschestraat ·
58,1: De Boerhaar ·
59,0: Bovendorp ·
59,6: Wijhe ·
62,8: Wijnvoorden ·
64,0: Herxen ·
65,5: Windesheim ·
68,0: Herculo ·
71,4: Ittersum ·
73,5: Zwolle ·
81,5: Berkum ·
88,0: Dedemsvaart ·
95,5: Staphorst ·
100,7: Meppel ·
106,3: Nijeveen ·
114,5: Steenwijk ·
120,0: Willemsoord ·
122,5: Peperga ·
127,0: Wolvega ·
134,6: Oudeschoot ·
134,6: Heerenveen IJsstadion ·
137,1: Heerenveen ·
143,7: Stobbegat ·
148,8: Akkrum ·
153,7: Grou-Jirnsum ·
158,1: Idaard-Roordahuizum ·
159,9: Wirdum ·
166,2: Leeuwarden
Akkrum ·
Buitenpost ·
De Westereen ·
Deinum ·
Dronryp ·
Feanwâlden ·
Franeker ·
Grou-Jirnsum ·
Harlingen ·
-Haven ·
Heerenveen ·
Hindeloopen ·
Hurdegaryp ·
IJlst ·
Koudum-Molkwerum ·
Leeuwarden ·
-Camminghaburen ·
Mantgum ·
Sneek ·
-Noord ·
Stavoren ·
Wolvega ·
Workum
Voormalige stations: zie de lijst van voormalige spoorwegstations in Friesland